# MG Baltic

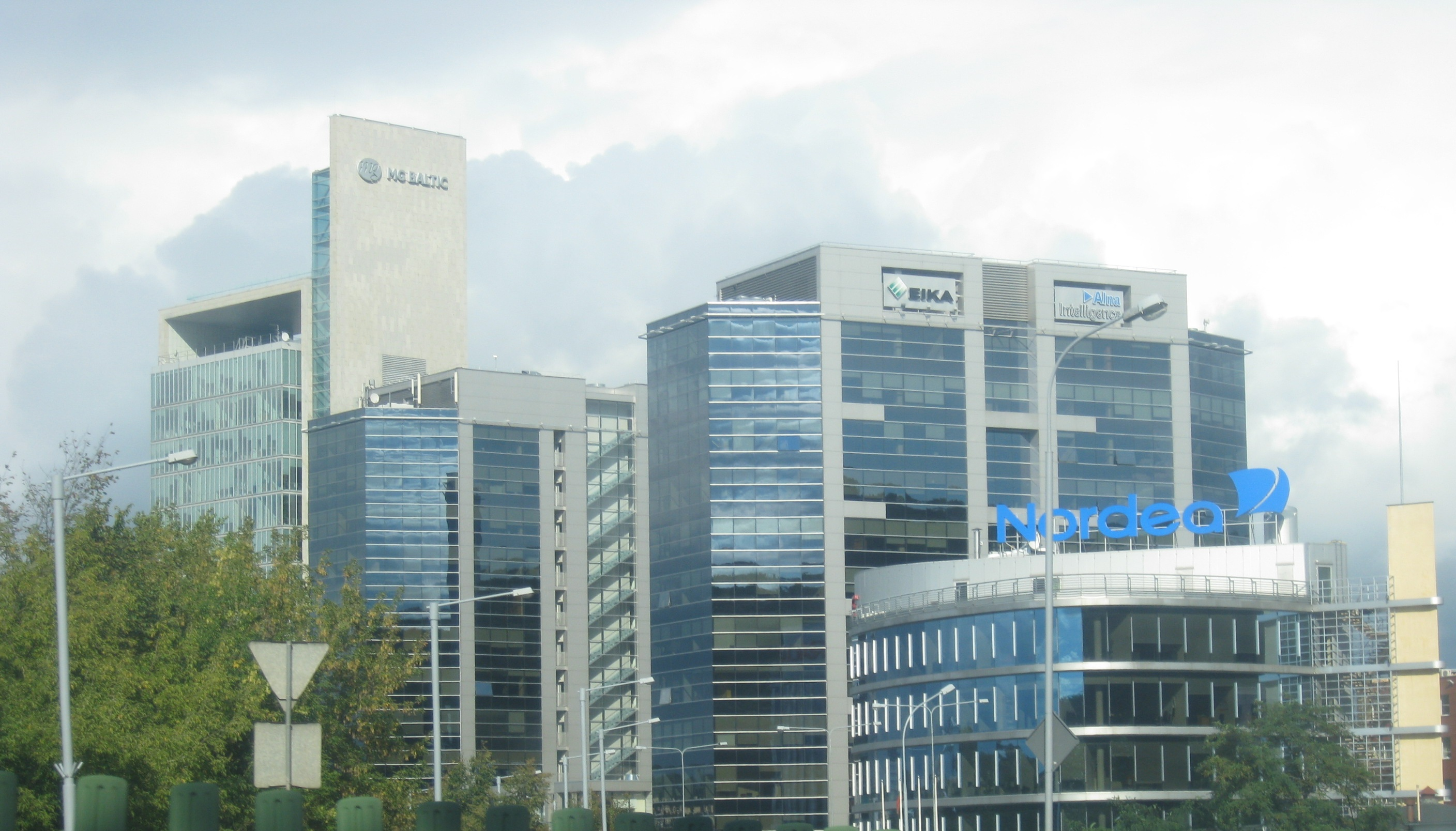
"MG Baltic"-Sitz (links)

MG Baltic (von Mockutė Gailė (gestorbene Tochter von D. Mockus) + Baltic) ist einer der größten litauischen Konzerne, 72 Unternehmen.  Haupttätigkeiten sind Einzelhandel, Immobilienbranche, Medien und Industrie. Präsident und einziger Aktionär ist Darius Mockus. 2014 erreichte man den Umsatz von 580 Mio. Euro.

## Holdings und Gesellschaften
- Holding MG Baltic Investment (37 Unternehmen): „Apranga“ Gruppe, „MG Baltic media“ Gruppe („Alfa media“, „Laisvas ir nepriklausomas kanalas“, „Mediafon“, „UPG Baltic“), „Eurvalda“, „Mitnijos grupė“.[5]
- Holding MG Baltic Trade: Spirituosenhändler UAB "Mineraliniai vandenys", Spirituosenhersteller "Stumbras", Logistikunternehmen "Tromina"
- Holding "MG Valda": UAB "MG Valda" (Immobilien), "Megarenta" (Miete).

## Vorstand
Darius Mockus (Präsident), Raimondas Kurlianskis (Vizepräsident), Artūras Listavičius (Vizepräsident), Rolandas Vingilis (Vizepräsident), Vidas Lazickas und  Romanas Raulynaitis.